# Halichoanolaimus filipjevi
Halichoanolaimus filipjevi är en rundmaskart. Halichoanolaimus filipjevi ingår i släktet Halichoanolaimus, och familjen Choniolaimidae. Arten är reproducerande i Sverige.